# Liu Shengshu
Liu Shengshu (en chino: 刘圣书; 8 de abril de 2004) es una deportista china que compite en bádminton. Participó en los Juegos Olímpicos de París 2024, obteniendo una medalla de plata en la prueba de dobles (junto con Tan Ning).

## Palmarés internacional
| Juegos Olímpicos | Juegos Olímpicos | Juegos Olímpicos | Juegos Olímpicos |
| Año              | Lugar            | Medalla          | Prueba           |
| ---------------- | ---------------- | ---------------- | ---------------- |
| 2024             | París (Francia)  | Medalla de plata | Dobles           |